# Az Egyesült Arab Emírségek a 2012. évi nyári olimpiai játékokon
Az Egyesült Arab Emírségek a nagy-britanniai Londonban megrendezett 2012. évi nyári olimpiai játékok egyik részt vevő nemzete volt. Az országot az olimpián 6 sportágban 26 sportoló képviselte, akik érmet nem szereztek.

## Atlétika
Férfi
| Versenyző       | Versenyszám | Selejtező | Selejtező | Döntő    | Döntő    |
| Versenyző       | Versenyszám | Eredmény  | Helyezés  | Eredmény | Helyezés |
| --------------- | ----------- | --------- | --------- | -------- | -------- |
| Mohammed Darvís | Hármasugrás | 16,06 m   | 24.       | kiesett  | kiesett  |

Női
| Versenyző        | Versenyszám | Előfutam | Előfutam | Előfutam | Elődöntő | Elődöntő | Elődöntő | Döntő   | Döntő    |
| Versenyző        | Versenyszám | Idő      | Hely.    | Össz.    | Idő      | Hely.    | Össz.    | Idő     | Helyezés |
| ---------------- | ----------- | -------- | -------- | -------- | -------- | -------- | -------- | ------- | -------- |
| Betlhem Desalegn | 1500 m      | 4:14,07  | 14.      | 35.      | kiesett  | kiesett  | kiesett  | kiesett | kiesett  |

## Cselgáncs
Férfi
| Versenyző       | Versenyszám | Selejtező         | 32-es főtábla                    | Nyolcaddöntő      | Negyeddöntő       | Elődöntő          | Vigaszág elődöntő | Bronz- mérkőzés   | Döntő             | Helyezés |
| Versenyző       | Versenyszám | Ellenfél Eredmény | Ellenfél Eredmény                | Ellenfél Eredmény | Ellenfél Eredmény | Ellenfél Eredmény | Ellenfél Eredmény | Ellenfél Eredmény | Ellenfél Eredmény | Helyezés |
| --------------- | ----------- | ----------------- | -------------------------------- | ----------------- | ----------------- | ----------------- | ----------------- | ----------------- | ----------------- | -------- |
| Humaíd ad-Derej | Harmatsúly  | erőnyerő          | Ahmed Avad (EGY) · 000(1)–101(0) | kiesett           | kiesett           | kiesett           |                   |                   |                   | 17.      |

## Labdarúgás

### Férfi
| Egyesült Arab Emirátusi férfi labdarúgócsapat-játékoskeret                                                                                                 | Egyesült Arab Emirátusi férfi labdarúgócsapat-játékoskeret                                                                                         |
| --- | --- |
| - Ámer Abd ar-Rahmán - Omar Abd ar-Rahmán - Mohammed Ahmad - Iszmáil el-Hamádi - Ahmed Ali - Hamdán el-Kamáli - Rásed Ísza - Habíb Fardan - Mohammed Favzi | - Abd el-Azíz Huszejn - Hálid Ísza - Hamísz Iszmáíl - Ahmed Halíl - Ali Haszíf - Ali Mabkhout - Iszmáíl Matar - Abd el-Azíz Szankúr - Szaad Szurúr |

#### Eredmények
Csoportkör
A csoport
| Csapat                        | M | Gy | D | V | Rg | Kg | Gk | P |
| ----------------------------- | - | -- | - | - | -- | -- | -- | - |
| Nagy-Britannia (GBR)          | 3 | 2  | 1 | 0 | 5  | 2  | +3 | 7 |
| Szenegál (SEN)                | 3 | 1  | 2 | 0 | 4  | 2  | +2 | 5 |
| Uruguay (URU)                 | 3 | 1  | 0 | 2 | 2  | 4  | –2 | 3 |
| Egyesült Arab Emírségek (UAE) | 3 | 0  | 1 | 2 | 3  | 6  | –3 | 1 |

| 2012. július 26. 17:00 (18:00) |

| Egyesült Arab Emírségek (UAE) | 1–2               | Uruguay (URU)           |
| ----------------------------- | ----------------- | ----------------------- |
| Matar 23'                     | (1–1) Jegyzőkönyv | Ramírez 42' Lodeiro 56' |

| Old Trafford, Manchester Nézőszám: 51 745 Játékvezető: Peter O’Leary (új-zélandi) |

| 2012. július 29. 19:45 (20:45) |

| Nagy-Britannia (GBR)                 | 3–1               | Egyesült Arab Emírségek (UAE) |
| ------------------------------------ | ----------------- | ----------------------------- |
| Giggs 16' Sinclair 73' Sturridge 76' | (1–0) Jegyzőkönyv | R. Ísza 60'                   |

| Wembley Stadion, London Nézőszám: 85 137 Játékvezető: Roberto García (mexikói) |

| 2012. augusztus 1. 19:45 (20:45) |

| Szenegál (SEN) | 1–1               | Egyesült Arab Emírségek (UAE) |
| -------------- | ----------------- | ----------------------------- |
| Konaté 49'     | (0–1) Jegyzőkönyv | Matar 21'                     |

| Ricoh Arena, Coventry Nézőszám: 28 652 Játékvezető: Svein Oddvar Moen (norvég) |

| Csapat                        | Helyezés |
| ----------------------------- | -------- |
| Egyesült Arab Emírségek (UAE) | 15.      |

## Sportlövészet
Férfi
| Versenyző             | Versenyszám | Selejtező | Selejtező | Döntő   | Döntő    |
| Versenyző             | Versenyszám | Pont      | Helyezés  | Pont    | Helyezés |
| --------------------- | ----------- | --------- | --------- | ------- | -------- |
| Dáher el-Arjáni       | Trap        | 107       | 32.       | kiesett | kiesett  |
| Sejh Dzsuma el-Maktúm | Dupla trap  | 133       | 13.       | kiesett | kiesett  |
| Sejh Szaíd el-Maktúm  | Skeet       | 118       | 13.       | kiesett | kiesett  |

## Súlyemelés
Női
| Versenyző         | Versenyszám | Szakítás | Szakítás | Lökés    | Lökés    | Összesen | Helyezés |
| Versenyző         | Versenyszám | Eredmény | Helyezés | Eredmény | Helyezés | Összesen | Helyezés |
| ----------------- | ----------- | -------- | -------- | -------- | -------- | -------- | -------- |
| Hadídzsa Mohammed | 75 kg       | 51       | 12.      | 62       | 12.      | 113      | 12.      |

## Úszás
Férfi
| Versenyző        | Versenyszám | Előfutam | Előfutam | Előfutam | Elődöntő | Elődöntő | Elődöntő | Döntő   | Döntő    |
| Versenyző        | Versenyszám | Idő      | Hely.    | Össz.    | Idő      | Hely.    | Össz.    | Idő     | Helyezés |
| ---------------- | ----------- | -------- | -------- | -------- | -------- | -------- | -------- | ------- | -------- |
| Mubárak el-Beser | 100 m mell  | 1:05,26  | 2.       | 42.      | kiesett  | kiesett  | kiesett  | kiesett | kiesett  |